# Ewa Cieślar
Ewa Cieślar (* 30. července 1955, Visla) je polská evangelická diakonka.
V diakonátu začala sloužit v roce 1970. Na diakonku byla vysvěcena v Těšíně dne 11. května 1980. Roku 1992 se stala vedoucí noviciátu. Roku 2009 byla zvolena do úřadu sestry představené evangelického ženského diakonátu Eben-Ezer v Děhylově na Těšínsku.